# Svetlana Radzivil

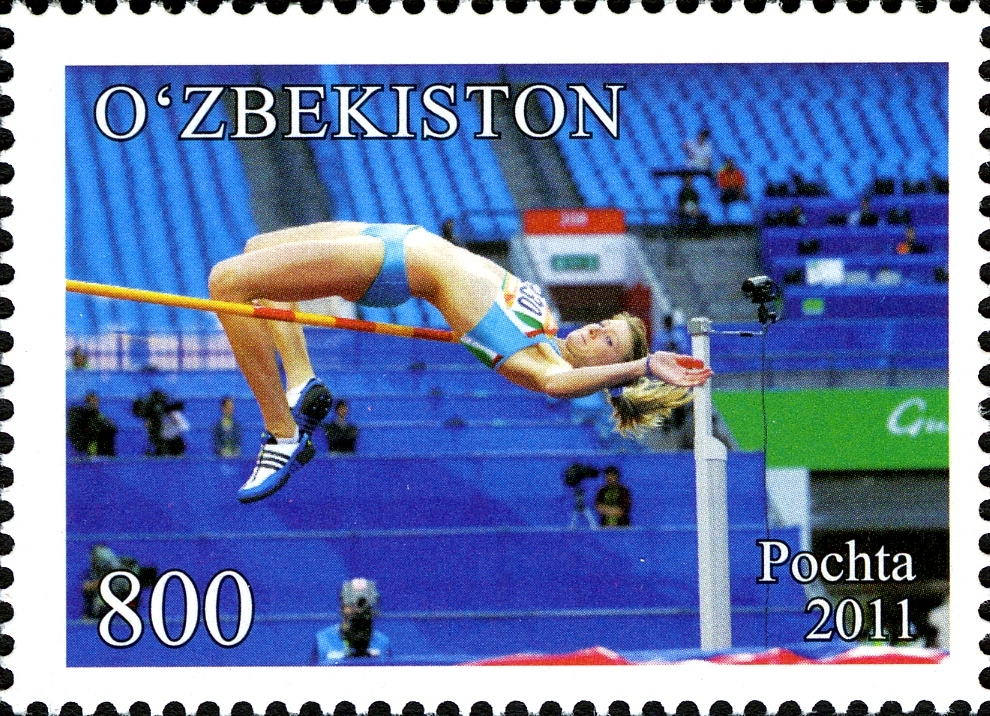
Radzivil på ett uzbekiskt frimärke från 2011.

Svetlana Radzivil (ryska: Светлана Михайловна Радзивил, Svetlana Michajlovna Radzivil), född 17 januari 1987 i Tasjkent, är en uzbekisk höjdhoppare. 
Radzivil föddes i Uzbekistans huvudstad Tasjkent år 1987. Vid ungdomsvärldsmästerskapen i friidrott 2003 slutade hon nia och vid samma mästerskap året därpå slutade hon på en 13:e plats. År 2006 vann hon juniorvärldsmästerskapen i friidrott och satte samtidigt ett nytt personligt rekord på 1,91 meter. Under samma år slutade hon sjua vid de asiatiska spelen. År 2007 lyckades hon än en gång hoppa 1,91 meter och vid de olympiska sommarspelen 2008 i Peking representerade hon sitt land. Vid OS i Peking hoppade hon i kvalet 1,89 meter vilket räckte till en 18:e plats, 3 platser från att ta sig till finalen.
Radzivil deltog i sitt andra OS genom att hon deltog i de olympiska sommarspelen 2012 i London. I kvalet den 9 augusti var hon inledningsvis en av de som riskerade att åka ut, men efter att ha hoppat på den satta kvalhöjden (1,96 meter) och tagit den i första försöket tog hon sig till finalen.
Radzivils personliga rekord är 1,98 meter som hon satte i maj 2008 i hemstaden Tasjkent. Rekordet är även ett delat asiatiskt rekord tillsammans med Nadija Dusanova (Uzbekistan) och Jekaterina Jevsejeva (Kazakstan).